# くねくね
くねくねは、2003年頃からインターネット上で流布している怪談である。起源があいまいであることが多いインターネット上の伝承としては珍しく、最初の発信源が特定されている事例である。

## 伝承の内容
「くねくね」とは田や川向こうなどに見える白色または黒色のくねくね動く存在であり、その正体を知ると精神に異常をきたす、とされている。ネット上でくねくねについて言及された最初の投稿とされるのは次のような話である。

これは私の弟から聞いた話であり、弟の友達のA君の実体験である。A君が彼の兄と一緒に母と田舎に遊びに行った。外は晴れていて田んぼが緑に生い茂っている頃。A君のお兄さんが窓から外を見ていると真っ白な服を来た人がいて、人間とは思えないような動き方でくねくね踊り始めた。A君もお兄さんも、最初はそれが何なのかわからなかったが、やがてお兄さんはわかったらしい。しかしA君が「お兄ちゃん、あれは何なの。わかったなら教えて」と聞くと「わかった。でもわからない方がいい」と、答えてくれなかった。今でもA君にはわからないという。私は「お兄さんにもう一度聞けばいいじゃない」と言うと、弟が答えるには「A君のお兄さん、今、知的障害になっちゃってるんだよ」
—(伊藤 2008)より抄録
その後、この話を改変して2ちゃんねるに投稿された話では、兄が正体を悟った場面以降が次のようになっている。

すると、急に兄の顔に変化が生じた。みるみる真っ青になっていき、冷や汗をだくだく流して、ついには持ってる双眼鏡を落とした。僕は、兄の変貌ぶりを恐れながらも、兄に聞いてみた。『何だったの?』

兄はゆっくり答えた。

「わカらナいホうガいイ……」

すでに兄の声ではなかった。兄はそのままヒタヒタと家に戻っていった。
 — (伊藤 2008)および(佐々木 2014, pp. 223–225)より引用

僕は兄が落とした双眼鏡を拾い、見ようとするが、兄の変化を見たので覗く勇気が出ない。その時祖父が駆けつけてきて「あの白いものを見てはならん。お前、見たのか」と迫り、まだ見ていないと答えると安心してその場に泣き崩れた。家に帰ると皆が泣いている中で兄だけが狂ったように笑いながらあの物体のようにくねくねと乱舞していた。
祖母がこう言った「兄はここに置いといた方が暮らしやすいだろう。あっちだと狭いし、世間のことを考えたら数日も持たん… うちに置いといて、何年か経ってから、田んぼに放してやるのが一番だ…」。僕はその言葉を聞き、大声で泣き叫んだ。 — (佐々木 2014, pp. 223–225)より引用
—(佐々木 2014, pp. 223–225)より抄録と引用
一般に「くねくね」の伝承については次のような要素が語られている。
- 色は白い。稀に黒いくねくね（らしきもの）を見たという話もある [4][1]。
- 人間とはかけ離れた動きで体をくねらせる [4][1]。
- 夏の水田や川原など水辺で目撃されることが多い [4][1]。
- くねくねを遠くから眺める程度では問題は無いが、詳細が見え、それが何者であるかを理解すると、途端に精神に異常を来たす [4][1]。

## 歴史
2000年にある怪談投稿サイトに投稿された話（おそらく創作と推定される）が起源とされる。その話が、別の者により改変され、さらにこの話が創作である旨を明記した上で、2003年に2ちゃんねるの「オカルト板」に投稿された。しかし、ネット上で伝承していく過程で、この話が創作であるという断り書きが抜け落ち、怪談話の部分だけが一人歩きしていった。同じ年に「民俗・神話学板」でも話題になり、「オカルト板」と「民俗・神話学板」の両方に「くねくね」についての専門スレッドが作られた。やがて、各種の体験談が書き込まれるようになり、話のバリエーションも増えていった。その後2ちゃんねるの中で発展した「くねくね」の話題は外部の同好者のサイトにも広がり、音声・画像・動画などの形でも展開されるようになる。さらに、ネット内のみならず、オカルトライターの手によって、雑誌なども含めた出版物にも取り上げられるようになった。

## 議論
2009年頃まで、2ちゃんねるの「民俗・神話学板」における「くねくね」についての専門スレッドでは、「くねくね」の解釈に関する各種の考察が展開されていた。そこでは、タンモノ様や蛇神といった農村部の土着信仰や古来伝わる妖怪と関連付ける説や、ドッペルゲンガーの一種とする説、熱中症による幻覚説など、通俗的民俗学のイメージに沿うような様々な説が挙げられていた。ネットオリジナルの怪談ではあるが、昔話の「こんな晩」や現代都市伝説の「お前だよ!」と同じ結末の構造を有しているとも考えられる。